# Jammerdaal
Het Jammerdaal of Jammerdal (Venloos: Jaomerdal of Jaomerdaal) is een wijk in het stadsdeel Venlo in de gemeente Venlo, in de Nederlandse provincie Limburg. De wijk telt 320 inwoners (2006 CBS).
De wijk wordt omsloten door de spoorlijnen Venlo-Maastricht (staatslijn E) en Venlo-Viersen (staatslijn G).

## Oorsprong
Oorspronkelijk was dit gebied een zanderig en heuvelachtig terrein ten zuidoosten van Venlo dat aan het einde van de 18e eeuw tot de jaren dertig van de twintigste eeuw werd ontgonnen om er klei en grind te winnen. Zo ontstonden er plassen waar tegenwoordig in de zomer regelmatig zwemmers te vinden zijn.
Over de herkomst van de naam Jammerdaal (Jaomerdal) bestaan meerdere lezingen. De naam zou afgeleid kunnen zijn van de gevolgen van een bloedige veldslag in de Romeinse tijd. In het jaar 54 v. Chr. werd het XIVe legioen van Julius Caesar na de belofte van vrije aftocht vernietigd door de Eburonen van Ambiorix, en dit dal is een van de in dit verband genoemde locaties.
Een andere verklaring is dat er ooit iemand jammerlijk verongelukt zou zijn bij het graven van een put.

## Natuurgebied
Het Jammerdal is een natuurgebied geworden en daarom vindt bewoning slechts plaats in de buurten de Onderste en Bovenste Molen en de Keulse Barrière. De eerstgenoemde twee buurten danken hun namen aan de twee watermolens die er stonden: de Onderste Molen en Bovenste Molen. Het natuurgebied wordt onderhouden door stichting Het Limburgs Landschap. Tot in de jaren negentig van de twintigste eeuw was hier het enige natuurbad van Venlo gevestigd, een bekend zomers trekpleister voor de bewoners van Venlo en omstreken. Dit was in de jaren dertig aangelegd in de voormalige molenvijver van de onderste (water)molen. Nu is op de plaats van dit bad een luxe villawijk gebouwd. In het gebied ontspringt de Venlose Molenbeek en de Wittebeek.

## Archeologie
In het Jammerdal zijn verscheidene Keltische grafheuvels uit de bronstijd en ijzertijd gevonden waarvan er enkele nog urnen met grafgiften bleken te bevatten. Ook zijn er her en der in de omgeving stenen werktuigen gevonden uit het Neolithicum.
Ook bevinden zich er nog restanten van een Romeinse weg en een Landweer.

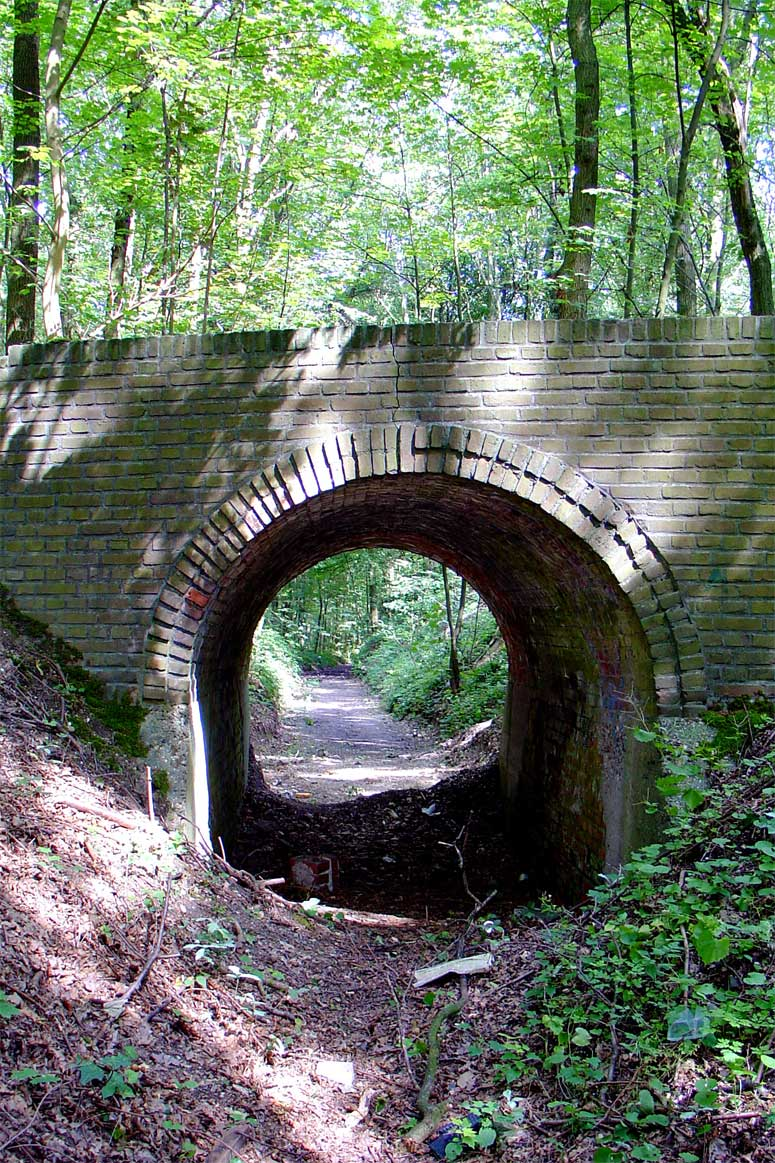
Jammerdaalsche Heide
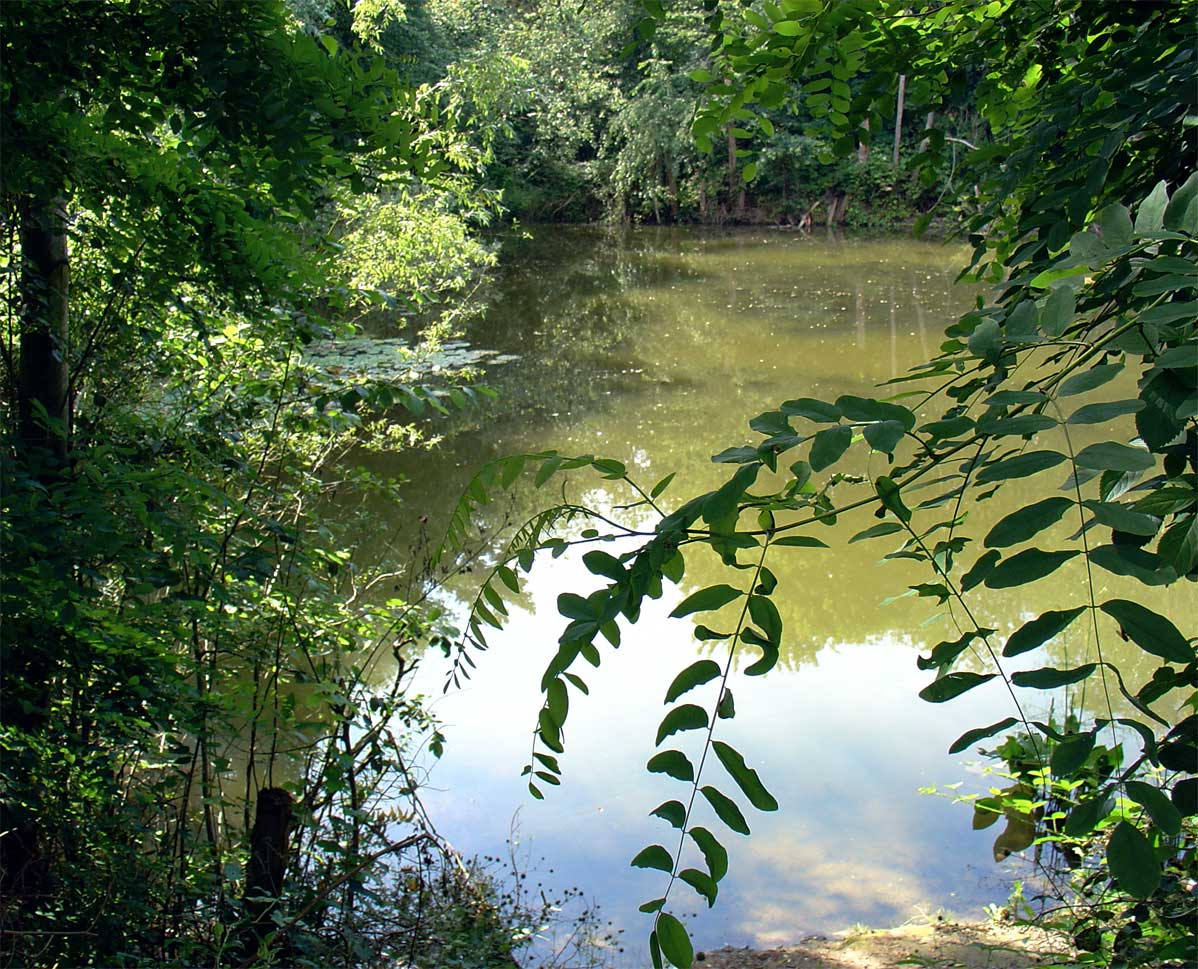
Jammerdaalsche Heide
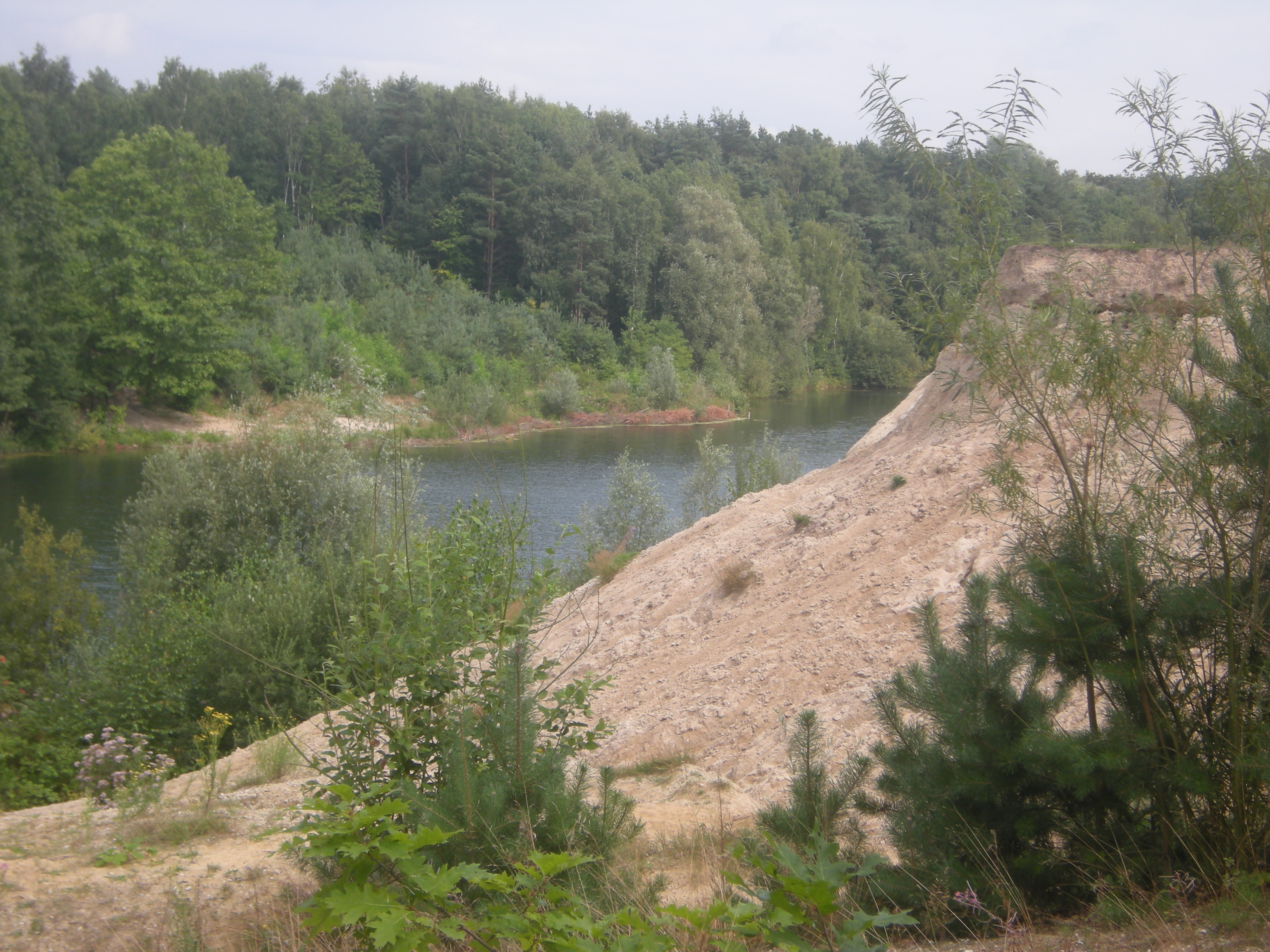
Jammerdaalsche Heide